# Jegor Kovalevskij
Jegor Petrovitj Kovalevskij (ryska: Егор Петрович Ковалевский), född 18 februari (gamla stilen: 6 februari) 1809 (enligt andra källor 1811) i Jarosjevka, guvernementet Charkov, död 2 oktober (gamla stilen: 20 september) 1868 i Sankt Petersburg, var en rysk forskningsresande.
Kovalevskij åtföljde 1849 den ryska andliga missionen till Kina och öppnade därvid för karavanhandeln en ny färdväg genom Mongoliet. År 1851 avslöt han i Yining ett fördrag med Kina, varigenom västra delen av detta rike öppnades för den ryska handeln, och 1856 blev han chef för utrikesministeriets asiatiska departement. Vid sistnämnda tid utsågs han även till adjunkt åt presidenten i ryska geografiska sällskapet, i vilken egenskap han genomförde flera forskningsresor, såsom expeditionerna till Khorasan och Kashgar. Över en resa, som han 1847 företog till Fazogli (i nuvarande Sudan) för att undersöka dess guldlager, utgav han 1849 en beskrivning på ryska.